# Sebastián Blanco
Sebastián Marcelo Blanco (Lomas de Zamora, 15 maart 1988) is een Argentijns voetballer die bij voorkeur als offensieve middenvelder speelt. Hij tekende in augustus 2014 een tweejarig contract bij West Bromwich Albion, met een optie voor nog een seizoen. Blanco debuteerde in 2009 in het Argentijns voetbalelftal.

## Clubcarrière
Blanco stroomde in 2006 door vanuit de jeugd van CA Lanús. Hiervoor speelde hij vervolgens 114 in het eerste elftal, waarin hij zeventien keer scoorde. Lanús verkocht Blanco in januari 2011 voor zes miljoen euro verkocht aan Metalist Charkov. In 2014 tekende hij vervolgens een tweejarig contract bij het Engelse West Bromwich Albion, met een optie voor nog een seizoen. Blanco debuteerde op 13 september 2014 voor 'WBA' in de Premier League, tegen Everton.

## Interlandcarrière
Blanco debuteerde op 20 mei 2009 in het shirt van Argentinië in een vriendschappelijke wedstrijd tegen Panama. Op 5 mei 2010 scoorde hij zijn eerste doelpunt voor Argentinië, in een oefenwedstrijd tegen Haïti.

## Erelijst
| Primera División (Winnaar Apertura) | 1x | 2007 |